# Micrixalus
Famille
Genre
Micrixalus est un genre d'amphibiens, le seul de la famille des Micrixalidae.

## Répartition
Les 24 espèces de ce genre sont endémiques des Ghats occidentaux en Inde.

## Description
Les mâles mesurent de 13 à 29 mm et les femelles de 15 à 34 mm.

## Liste des espèces
Selon Amphibian Species of the World (11 juin 2017) :
- Micrixalus adonis Biju, Garg, Gururaja, Shouche, & Walukar, 2014
- Micrixalus candidus Biju, Garg, Gururaja, Shouche, & Walukar, 2014
- Micrixalus elegans (Rao, 1937)
- Micrixalus frigidus Biju, Garg, Gururaja, Shouche, & Walujkar, 2014
- Micrixalus fuscus (Boulenger, 1882)
- Micrixalus gadgili Pillai & Pattabiraman, 1990
- Micrixalus herrei Myers, 1942
- Micrixalus kodayari Biju, Garg, Gururaja, Shouche, & Walukar, 2014
- Micrixalus kottigeharensis (Rao, 1937)
- Micrixalus kurichiyari Biju, Garg, Gururaja, Shouche, & Walukar, 2014
- Micrixalus mallani Biju, Garg, Gururaja, Shouche, & Walukar, 2014
- Micrixalus nelliyampathi Biju, Garg, Gururaja, Shouche, & Walukar, 2014
- Micrixalus nigraventris Biju, Garg, Gururaja, Shouche, & Walujkar, 2014
- Micrixalus niluvasei Biju, Garg, Gururaja, Shouche, & Walukar, 2014
- Micrixalus nudis Pillai, 1978
- Micrixalus phyllophilus (Jerdon, 1854)
- Micrixalus sairandhri Biju, Garg, Gururaja, Shouche, & Walukar, 2014
- Micrixalus sali Biju, Garg, Gururaja, Shouche, & Walujkar, 2014
- Micrixalus saxicola (Jerdon, 1854)
- Micrixalus silvaticus (Boulenger, 1882)
- Micrixalus specca Biju, Garg, Gururaja, Shouche, & Walujkar, 2014
- Micrixalus spelunca Biju, Garg, Gururaja, Shouche, & Walukar, 2014
- Micrixalus thampii Pillai, 1981
- Micrixalus uttaraghati Biju, Garg, Gururaja, Shouche, & Walukar, 2014

Amphibian Species of the World (19 novembre 2016) ne reconnaît plus Micrixalus narainensis (Rao, 1937) et Micrixalus swamianus (Rao, 1937) qui sont considérés comme synonymes de Micrixalus kottigeharensis (Rao, 1937).

## Publications originales
- Boulenger, 1888 : Note on the classification of the Ranidae. Proceedings of the Zoological Society of London, vol. 1888, p. 204-206 (texte intégral).
- Dubois, Ohler & Biju, 2001 : A new genus and species of Ranidae (Amphibia, Anura) from south-western India. Alytes, Paris, vol. 19, p. 53-79.